# Limosa (E-Gouvernement)
Pour les articles homonymes, voir Limosa.
Limosa est un projet E-Gouvernement mis en place par la Banque-carrefour de la Sécurite sociale de Belgique. Il vise la collecte et la coordination de toutes les informations concernant le travail des ressortissants étrangers relevant de la Sécurité sociale en Belgique, tant au niveau des travailleurs que des employeurs, et indépendamment du statut (travail salarié, contrats d'indépendants, ...). Le dispositif devrait permettre de rendre les informations accessibles via une orientation utilisateur, et ainsi masquer la complexité institutionnelle qui affecte les compétences concernées (Voir notamment : Répartition des compétences dans la Belgique fédérale).

Limosa est l'abréviation du néerlandais Landenoverschrijdend Informatiesysteem ten behoeve van MigratieOnderzoek bij de Sociale Administratie ce qui pourrait être traduit en français par Système d'information transfrontalier en vue de la recherche en matière de migration auprès de l'administration sociale.

Un portail spécifique quadrilingue (les trois langues nationales et l'anglais) est notamment mis en place pour la gestion de certains des dossiers également depuis l'étranger.

## Planning de mise en service
Première phase de mise en application : le 1er avril 2007.
Dispositif pleinement opérationnel : fin de l'année 2007.